# Paravaejovis confusus
Espèce
Synonymes
- Vaejovis confusus Stahnke, 1940
- Hoffmannius confusus (Stahnke, 1940)

Paravaejovis confusus est une espèce de scorpions de la famille des Vaejovidae.

## Distribution
Cette espèce se rencontrent aux États-Unis en Californie, en Arizona, au Nevada, en Utah et en Idaho et au Mexique en Basse-Californie et au Sonora.

## Description
Paravaejovis confusus mesure jusqu'à 55 mm.

## Systématique et taxinomie
Cette espèce a été décrite sous le protonyme Vaejovis confusus par Williams en 1970. Elle est placée dans le genre Hoffmannius par Soleglad et Fet en 2008 puis dans le genre Paravaejovis par González Santillán et Prendini en 2013.

## Publication originale
- Stahnke, 1940 : « The Scorpions of Arizona. » Iowa State College Journal of Science, vol. 15, no 1, p. 101-103.